# 逞
逞（？—？），姬姓，名逞，吴国公子札的長子。故宫博物院收藏有一把吴季子之子逞剑，其铭文为“吴季子之子逞之元用剑”。。